# 塞爾卡山
15°18′44″S 70°43′59″W / 15.31222°S 70.73306°W
塞爾卡山（Qillqa），是秘魯的山峰，位於該國南部普諾大區的蘭帕省，處於亞納瓦拉山和哈通帕斯托山西北面，屬於安第斯山脈的一部分，海拔高度5,350米，人類在1972年首次登頂。